# Tour de Nanquín
El Tour de Nanquín (oficialment Tour of Nanjing) és una cursa ciclista professional d'un sol dia que es disputa al voltant del Nanquín (Xina), el mes de novembre. Es va crear el 2013, formant part de l'UCI Àsia Tour.

## Palmarès
| Any  | Vencedor        | Segon           | Tercer        |
| ---- | --------------- | --------------- | ------------- |
| 2013 | Alois Kaňkovský | Iuri Metluxenko | Jiří Hochmann |